# Roman Čechmánek
Roman Čechmánek, född 2 mars 1971 i Gottwaldov (nuvarande Zlín), Tjeckoslovakien, död 12 november 2023 i Všemina i distriktet Zlín, Tjeckien, var en tjeckisk professionell ishockeymålvakt. Han draftades som 29-åring som 171:a spelare totalt i sjätte rundan 2000 av Philadelphia Flyers. Čechmánek hade bäst räddningsprocent i NHL säsongerna 2000–01 och 2001–02. I NHL spelade han också för Los Angeles Kings. 2006–07 spelade han för Linköpings HC i Elitserien. Han spelade också för Tjeckiens landslag.

## Klubbar
- 1989–92 HC Zlín
- 1990–91 HC Dukla Jihlava
- 1991–91 HC Olomouc
- 1993–00, 2004–05 VHK Vsetín
- 2000–03 Philadelphia Flyers
- 2003–04 Los Angeles Kings
- 2005–06 HC Karlovy Vary
- 2005–06 Hamburg Freezers
- 2006–07 Linköpings HC
- 2007–08 HC Oceláři Třinec

### Fotnoter
1. ↑  https://www.aftonbladet.se/sportbladet/hockey/a/EQP13l/forre-nhl-malvakten-roman-cechmanek-ar-dod-52-ar-gammal
2. ↑  Kjell Nilsson (12 april 1996). ”Seger med en gäspning. Men det var guldmakare Kucera som hyllades i Luleå”. Dagens nyheter. http://www.dn.se/arkiv/sport/seger-med-en-gaspning-men-det-var-guldmakare-kucera-som. Läst 21 februari 2016.